# II. Sattuara
II. Sattuara (hurri Šattuara) Mitanni királya az i. e. 13. század első felében. Neve I. Sulmánu-asarídu asszír király évkönyveiből ismert, mint aki lázadást szított Hanigalbat tartományban, amely Mitanni asszír neve. Sulmánu-asarídu alatt Asszíria határai az Eufrátesz középső folyása mentén voltak, azaz Mitanni teljes területét birtokolta.
A feliratokból azonban nem világos, hogy ez a Sattuara ki is volt pontosan. Az is lehetséges, hogy korábbi eseményekről ír, ezért sokszor azonosítják I. Sattuarával, aki I. Adad-nirári idején indított hurri lázadást. Más vélemények szerint Vaszasatta fia vagy unokaöccse volt. Adad-nirári Babilont próbálta meggyengíteni azzal, hogy eljut az Eufráteszig, ennek során Arraphát és Nuzit, a két legfontosabb hurri tartományt is elfoglalta. Ennek okán Mitanni támadta meg Asszíriát, de az ellentámadás sikeres volt, a hurrik királya Asszíria vazallusává lett. A babiloni–asszír háború azonban alkalmat teremtett Mitanni számára az elszakadási kísérlethez, amelynek végzetes következménye lett: Adad-nirári immár nem elégedett meg Mitanni hódoltatásával, hanem teljesen Asszíriához csatolta, és egészen Karkemisig jutott. Ezzel Mitanni végleg elbukott, Asszíria pedig kilépett a nagyhatalmak sorába, mivel Karkemisnél elfoglalt pozíciója az eddig egymással hadakozó Egyiptom és a Hettita Birodalom érdekeit is sértette.
A történeti forrásokban ez Mitanni utolsó említése. A hurrikat az asszírok kiirtották Nyugat-Mezopotámiában, sokszor „hurri holokauszt”-ként említik a lázadást követő megtorlást. Egyes vélemények szerint a hurrik maradékai ekkor költöztek fel az Örmény-felföld vidékére, és hozták létre azokat a fejedelemségeket, amelyek egyesülése végül Urartut hozta létre. A Tigris felső folyása mentén több hurri városállam is fennmaradt, amelyeket még az i. e. 13. század folyamán I. Sulmánu-asarídu és I. Tukulti-Ninurta foglaltak el és pusztítottak el.